# بيغي ديرن
بيغي ديرن (بالإنجليزية: Peggy Dern)‏ (5 مارس 1895 - 14 يونيو 1966)؛ كاتِبة وروائية أمريكية.